# Sainkho Namtchylak
Sainkho Namtchylak (touvain : Сайын-Хөө Намчылак, Saiyn-Khöö Namchylak) est une chanteuse née en 1957 dans un petit village de l'oblast autonome de Touva dans la fédération de Russie au nord de la Mongolie.
Mêlant la musique classique, le jazz et le chant diphonique mongol ou khöömei qui accompagne les pratiques des chamanes, elle a une voix exceptionnelle qui transporte les traditions chamaniques, transfigurées, sur les scènes du monde entier.

## Racines musicales
De nombreuses influences culturelles coexistent dans la Touva : les racines sont principalement Mongoles, mais également turques partagées avec les Kazakhs. Ses influences musicales se retrouvent également dans de nombreux groupes ethniques de Sibérie en particulier les Toungouzes, dans d'autres peuplades de l'Oural, au sein des Orthodoxes vieux-croyants russes ainsi que parmi les nombreux migrants et personnes déportées d'Ukraine et du Tatarstan.
Intégrée à la Chine depuis la dynastie Yuan, mongole, de Kubilai Khan, dans ce que les occidentaux appelaient la Tartarie chinoise, en 1921, la République populaire de Tannou-Touva prend son indépendance d'avec la Chine, en cours de division imposée par l'Alliance des huit nations, et subit alors l'influence de la Russie. La Russie y fait interdire un temps le chamanisme en 1931, et la petite république autonome intègre l’Union soviétique en 1944 sous la forme de l'Oblast autonome de Touva. Elle devient en 1961 la République socialiste soviétique autonome de Touva et enfin, en 1992, République de Touva, souveraine, mais, incluse dans la fédération de Russie.

## Biographie
Petite-fille de nomades et fille d’instituteurs, Sainkho, née en 1957, étudie le chant au collège, près de son village natal, approfondit cette formation musicale à l’université de musique  de Kyzyl (capitale du Touva), y  intègre la troupe folklorique nationale Sayani, puis complète encore sa formation à Moscou,  au début des années 1980. Parallèlement, elle s’initie aux différentes techniques vocales des chants lamaïstes et chamaniques de Sibérie.
En 1988, elle rejoint l’ensemble Tri-O, un groupe de jazz expérimental. Elle s’installe en Europe, participe à des créations chorégraphiques, théâtrales et cinématographiques, et se lance en solo tout en collaborant avec d'autres formations.
Elle a enregistré une trentaine d'albums. Son disque « Out of Tuva », enregistré entre 1989 et 1993, est considéré comme un chef-d’œuvre de l’ethno-pop. Elle s'est produite à plusieurs reprises en Europe, par exemple à Paris dans le festival organisé par l'association Au fil des voix,. C'est une des rares spécialistes du Khöömii, chant de gorge traditionnel des steppes de Mongolie,.

## Discographie
- 1990 - TRI-O Plus Sainkho Namchylak Transformation of Matter, DOCUMENT, vol.V - Leo Records
- 1991 - Tunguska-guska - Eine Meteoriten-Oper, EFA-Schneeball
- 1992 - Lost Rivers - FMP
- 1992 - Kang Tae Hwan and Sainkho Namchylak Live - Free Improvisation Network Record
- 1993 - Out of Tuva - Crammed Disc Belgium
- 1993 - Letters - Leo Records
- 1995 - Moscow Composers Orchestra and Sainkho Live at City Garden - U-Sound
- 1996 - Mars song - Duo with Evan Parker
- 1996 - "Amulet" - Duo with Ned Rothenberg
- 1996 - Moscow Composers Orchestra and Sainkho An Italian Love Affair - Leo Records
- 1997 - Moscow Composers Orchestra and Sainkho Let Peremsky Dream - Leo Records
- 1997 - Time Out - Ponderosa
- 1996 - Moscow Composers Orchestra and Sainkho The Gift - Long Arms Records
- 1998 - Naked Spirit Amiata Records
- 1999 - Temenos - Leo Records
- 2001 - Stepmother City - Ponderosa
- 2001 - Aura - Ponderosa
- 2003 - Who Stole The Sky - Harmonia Mundi
- 2005 - Arzhaana - Asia Records
- 2005 - Forgotten Streets of St.Petersburg (avec le groupe TriO)- Leo Records
- 2006 - Karmaland
- 2006 - Tuva - Irish Live Music Project - Leo Records
- 2007 - Nomad - Orkhestra
- 2008 - In Trance [Live], Orkhestra (avec Jarrod Cagwin)
- 2008 - Mother-Earth! Father-Sky! (album de Huun-Huur-Tu)
- 2016 - Like a bird or spirit, not a face.